# Collegio plurinominale Abruzzo - 02
Il collegio elettorale plurinominale Abruzzo - 02 è stato un collegio elettorale plurinominale della Repubblica Italiana per l'elezione della Camera tra il 2017 ed il 2022.

## Territorio
Come previsto dalla legge elettorale italiana del 2017, il collegio era stato definito tramite decreto legislativo all'interno della circoscrizione Abruzzo.
Il collegio comprendeva la zona definita dai due collegi uninominali Abruzzo - 01 (L'Aquila) e Abruzzo - 02 (Teramo).

## Dati elettorali

### XVIII legislatura
Come previsto dalla legge elettorale, 386 deputati erano eletti in 63 collegi plurinominali con ripartizione proporzionale a livello nazionale tra le coalizioni e le singole liste che avessero superato la soglia di sbarramento stabilita.
Nel collegio venivano eletti 6 deputati.
| Liste          | Liste                            | Proporzionale | Proporzionale | Proporzionale | Maggioritario | Maggioritario | Maggioritario |  |
| Liste          | Liste                            | Voti          | %             | Seggi         | Voti          | %             | Seggi         |  |
| -------------- | -------------------------------- | ------------- | ------------- | ------------- | ------------- | ------------- | ------------- |  |
|                | Lega                             | 49 981        | 15,60         | 1             | 121 107       | 37,80         | 1             |  |
|                | Forza Italia                     | 45 762        | 14,28         | –             | 121 107       | 37,80         | 1             |  |
|                | Fratelli d'Italia                | 16 923        | 5,28          | –             | 121 107       | 37,80         | 1             |  |
|                | Noi con l'Italia – UDC           | 8 441         | 2,63          | –             | 121 107       | 37,80         | 1             |  |
|                | Movimento 5 Stelle               | 119 201       | 37,20         | 2             | 119 201       | 37,20         | 1             |  |
|                | Partito Democratico              | 46 603        | 14,54         | 1             | 58 288        | 18,19         | –             |  |
|                | +Europa                          | 7 248         | 2,26          | –             | 58 288        | 18,19         | –             |  |
|                | Civica Popolare                  | 2 940         | 0,92          | –             | 58 288        | 18,19         | –             |  |
|                | Italia Europa Insieme            | 1 497         | 0,47          | –             | 58 288        | 18,19         | –             |  |
|                | Liberi e Uguali                  | 8 376         | 2,61          | –             | 8 376         | 2,61          | –             |  |
|                | Potere al Popolo!                | 3 724         | 1,16          | –             | 3 724         | 1,16          | –             |  |
|                | CasaPound                        | 3 360         | 1,05          | –             | 3 360         | 1,05          | –             |  |
|                | Il Popolo della Famiglia         | 1 999         | 0,62          | –             | 1 999         | 0,62          | –             |  |
|                | Partito Comunista                | 1 954         | 0,61          | –             | 1 954         | 0,61          | –             |  |
|                | Italia agli Italiani (FN - MSFT) | 1 380         | 0,43          | –             | 1 380         | 0,43          | –             |  |
|                | 10 Volte Meglio                  | 514           | 0,16          | –             | 514           | 0,16          | –             |  |
|                | Partito Valore Umano             | 503           | 0,16          | –             | 503           | 0,16          | –             |  |
| Totale         | Totale                           | 320 406       | 100           | 4             | 320 406       | 100           | 2             |  |
|                |                                  |               |               |               |               |               |               |  |
| Schede bianche | Schede bianche                   | 3 862         | 1,17          |               |               |               |               |  |
| Schede nulle   | Schede nulle                     | 7 200         | 2,17          |               |               |               |               |  |
| Votanti        | Votanti                          | 331 468       | 74,76         |               |               |               |               |  |
| Elettori       | Elettori                         | 443 355       |               |               |               |               |               |  |

## Eletti

### Eletti nei collegi uninominali
Eletti nella coalizione di centro-destra (Lega - FI - FdI - NcI-UDC)
| Collegio uninominale | Eletto | Eletto          | Partito |
| -------------------- | ------ | --------------- | ------- |
| 1 - L'Aquila         |        | Antonio Martino | FI      |
| 2 - Teramo           |        | Antonio Zennaro | M5S     |

1. ↑  In data 23.04.2020 aderisce al gruppo misto, non iscritti; in data 06.05.2020 alla componente «Popolo Protagonista-Alternativa Popolare»; in data 23.09.2020 torna nei non iscritti; in data 18.01.2021 aderisce a Lega per Salvini Premier.

### Eletti nella quota proporzionale
| Movimento 5 Stelle                | Partito Democratico | Lega          |
| --------------------------------- | ------------------- | ------------- |
|                                   |                     |               |
| Valentina Corneli Fabio Berardini | Stefania Pezzopane  | Luigi D'Eramo |

1. ↑  In data 10.12.2020 aderisce al gruppo misto, non iscritti; in data 13.01.2021 alla componente «Centro Democratico»; in data 27.05.2021 al gruppo Coraggio Italia; in data 23.06.2022 torna nel gruppo misto, non iscritti; in data 07.07.2022 aderisce alla componente «Coraggio Italia».